# Orumcekia lanna
Orumcekia lanna là một loài nhện trong họ Agelenidae.
Loài này thuộc chi Orumcekia. Orumcekia lanna được Pakawin Dankittipakul, Sonthichai & Jia-Fu Wang miêu tả năm 2006.